# 百人坊主
『百人坊主』（ひゃくにんぼうず）は上方落語（古典落語）の演目。別題として『百人坊主勝負の魁』
ひゃくにんぼうずしょうぶのさきがけ）。
伊勢参りの道中での喧嘩沙汰を避けるために暴力をはたらいたメンバーを坊主刈りにする罰を定めて、坊主頭にされた男が一人先に戻って仕返しをした結果、関係者がみな坊主頭になるという内容。江戸落語の『大山詣り』（こちらにも『百人坊主』の別題あり）とプロットが共通しており、サゲ（落ち）には同様に「お毛がのうてお目出度う」で落とすものもある。前田勇は「東京のは大阪から移植したもの」としている。
『大山詣り』の原話と目される諸作については該当項目を参照。武藤禎夫は上方の『百人坊主』について、『風流昔噺』（万延2年・1861年）の「村一頭いせ参り 但シ、村中ぼうず落」との記述から、その時代にすでに口演されていたと記している。また前田勇は同じ記述を根拠に、本来の落ちが現行と同じ「旦那寺の和尚」だったという説を「にわかに従い難い」としている。

## あらすじ

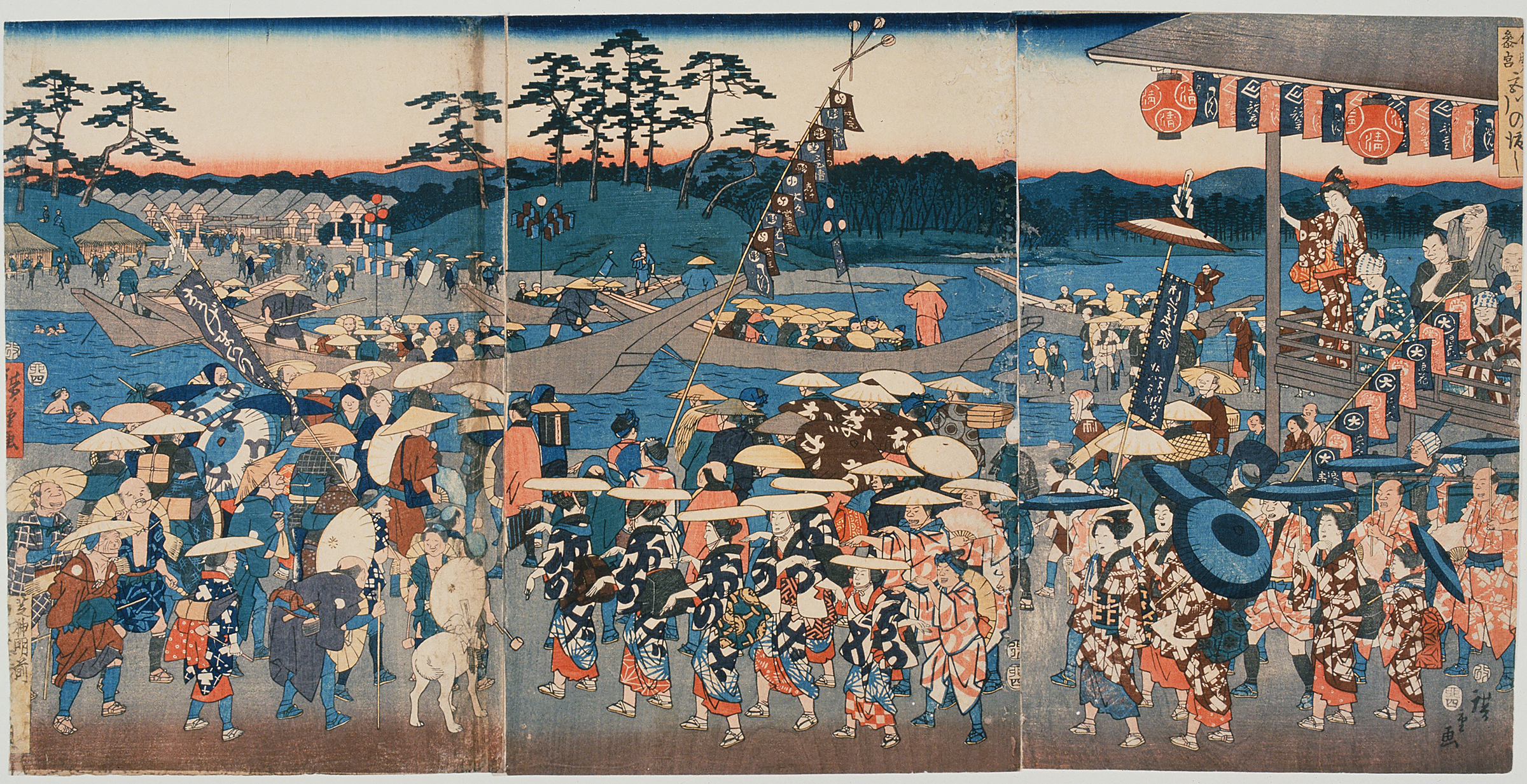
歌川広重「伊勢参宮・宮川の渡し」

大阪のある長屋連中が伊勢参りすることになったが、道中ではいつも喧嘩が起こるため「腹立てん講」と称して、怒った者は5貫文の罰金という約束で旅立つ。この中に喧嘩っ早い源太という男がおり、行きの伏見への船の中で面倒を起こすが、約束を盾に逆に周りを脅し、その場を収めてしまう。仲間たちも面白くないので、夜、源太が船端で寝入っているところを、髪を剃って坊主にしてしまう。しかも、伊勢神宮に着いたが坊主は相性が悪いと立ち入りを禁じられ（髪を剃られたことに憤慨した源太が報復を図り、伏見で「坊主は伊勢神宮と相性が悪いから自分だけ先に帰る」と称して講から離れるパターンもある）、源太一人だけ帰る羽目になる。
大阪に一人帰り着いた源太は、仲間の女房や家族たちを集めると、途中で船が沈没し（伏見から大津を経由したついでに竹生島神社を参拝することになり、琵琶湖で船に乗ったとするパターンもある）、自分だけ生き残ったことが申し訳なく髪を剃ったと嘘をつく。これを信じて女房や家族たちは弔いのため、自分たちも頭を丸める。そこに仲間たちが帰宅し、事態を知って驚きつつも坊主頭の女たちが集まった様子をおかしがって笑うが、女房たちはこれに怒って亭主らの頭も丸めてしまう。こうして長屋の老若男女が皆坊主頭だらけになってややこしいと思っていると、一人だけ髪のある者がいる。誰かと思って確認すると、旦那寺の和尚だった。